# AVN Award for Male Foreign Performer of the Year
L'AVN Award for Male Foreign Performer of the Year è un premio pornografico assegnato all'attore straniero votato come migliore dalla AVN, l'ente che assegna gli AVN Awards, riconosciuti come i migliori premi del settore (paragonabile al Premio Oscar).
Come per gli altri premi, viene assegnato nel corso di una cerimonia che si svolge a Las Vegas, solitamente nel mese di gennaio, dal 2003.
L'Italia è il paese che ha vinto il premio più volte con undici titoli, seguita dalla Francia con tre. Rocco Siffredi detiene il record di dieci successi (di cui sei consecutivi), sparsi tra il 2003 e il 2021.

## Vincitori e candidati

### Anni 2000
| Anno            | 2003                                                            | 2004                                                                                       | 2005 | 2006 | 2007 | 2008 | 2009 |
| --------------- | --------------------------------------------------------------- | ------------------------------------------------------------------------------------------ | --- | --- | --- | --- | --- |
| Vincitore       | Rocco Siffredi                                                  | Manuel Ferrara                                                                             | Steve Holmes | Steve Holmes                                                                                                  | Jean Val Jean | David Perry | Rocco Siffredi |
| Altri candidati | Christoph Clark Steve Holmes Alberto Rey Toni Ribas Nacho Vidal | Frank Gun Steve Holmes Denis Marti Toni Ribas Franco Roccaforte Rocco Siffredi Nacho Vidal | Mick Blue Chris Charming Denis Marti David Perry Toni Ribas Franco Roccaforte Tristan Seagal Rocco Siffredi Nacho Vidal | Mick Blue Marco Banderas Frank Gun Steve Holmes Kid Jamaica Denis Marti David Perry Toni Ribas Rocco Siffredi | Mick Blue Greg Centauro Tony DeSergio Jazz Duro Omar Galanti Steve Holmes Denis Marti David Perry Zenza Raggi Franco Roccaforte Toni Ribas Rocco Siffredi George Uhl Nacho Vidal | Mick Blue James Brossman Greg Centauro Jazz Duro Omar Galanti Steve Holmes Kid Jamaica Joachim Kessef Frank Major Zenza Raggi Toni Ribas Franco Roccaforte Ian Scott Nacho Vidal | Mike Angelo James Brossman Jazz Duro Omar Galanti Lauro Giotto Frank Gun Steve Holmes Nick Lang Keiran Lee David Perry Zenza Raggi Toni Ribas Oliver Sanchez George Uhl |

### Anni 2010
| Anno            | 2010 | 2011 | 2012 | 2013 | 2014 | 2015 | 2016 | 2017 | 2018 | 2019 |
| --------------- | --- | --- | --- | --- | --- | --- | --- | --- | --- | --- |
| Vincitore       | Toni Ribas | Rocco Siffredi | Rocco Siffredi | Rocco Siffredi | Rocco Siffredi | Rocco Siffredi | Rocco Siffredi | Danny D | Ryan Ryder | Rocco Siffredi |
| Altri candidati | James Brossman Cristian Devil Steve Holmes Mike Angelo Jazz Duro Omar Galanti Choky Ice JPX David Perry Zenza Raggi Oliver Sanchez Rocco Siffredi George Uhl Nacho Vidal | Mike Angelo James Brossman Demetri XXX Cristian Devil Jazz Duro Omar Galanti Frank Gun Choky Ice Kid Jamaica Frank Major Mugur Toni Ribas Oliver Sanchez Ian Scott | James Brossman Danny D Cristian Devil Omar Galanti Timo Hardy Choky Ice Nick Lang David Perry Tristan Segal George Uhl Pascal White | Mike Angelo James Brossman Danny D Cristian Devil Leny Ewil Omar Galanti Timo Hardy Choky Ice Mugur David Perry Ian Scott Kai Taylor George Uhl Pascal White | Mike Angelo James Brossman Danny D Omar Galanti Lauro Giotto Choky Ice Kid Jamaica Nick Lang Mugur Neeo David Perry George Uhl Nacho Vidal | Mike Angelo James Brossman Danny D Omar Galanti Lauro Giotto Choky Ice Neeo David Perry Ian Scott Renato Ryan Ryder Thomas Stone George Uhl Nacho Vidal | Mike Angelo James Brossman Christian Clay Danny D Choky Ice Mugur Neeo David Perry Renato Ryan Ryder George Uhl Marc Rose Ian Scott Nacho Vidal | Mike Angelo Christian Clay Chris Diamond Pablo Ferrari Joss Lescaf Mugur Neeo Mark Rose Ryan Ryder Sabby Yanick Shaft Rocco Siffredi George Uhl Nacho Vidal | Emilio Ardana Alberto Blanco Kristof Cale Danny D Chris Diamond Pablo Ferrari Luke Hardy Juan Lucho Renato Mark Rose Rocco Siffredi George Uhl Nacho Vidal Pascal White | Mike Angelo Alberto Blanco Kristof Cale Christian Clay Danny D Charlie Dean Dorian del Isla Erik Everhard Anthony Gaultier Joss Lescaf Juan Lucho Lutro Ryan Ryder Nacho Vidal |

### Anni 2020
| Anno            | 2020 | 2021 | 2022 | 2023 | 2024 | 2025 |
| --------------- | --- | --- | --- | --- | --- | --- |
| Vincitore       | Danny D | Rocco Siffredi | Alberto Blanco | Danny D | Vince Karter | Christian Clay |
| Altri candidati | Mike Angelo Alberto Blanco Kristof Cale Vince Carter Christian Clay Charlie Dean Dorian del Isla Chris Diamond Erik Everhard Angelo Godshack Joss Lescaf Lutro Neeo Rocco Siffredi | Mike Angelo Alberto Blanco Marcello Bravo Kristof Cale Christian Clay Danny D Charlie Dean Dorian del Isla Erik Everhard Angelo Godshack Freddy Gong Vince Carter Joss Lescaf Jay Snake | Sam Bourne Tommy Cabrio Kristof Cale Christian Clay Raul Costa Charlie Dean Dorian del Isla Erik Everhard Máximo García Angelo Godshack Freddy Gong Vince Carter Joss Lescaf Steve Q | Alberto Blanco Marcello Bravo Kristof Cale Christian Clay Charlie Dean Darrell Deeps Chris Diamond Erik Everhard Máximo García Vince Karter Joss Lescaf Ricky Mancini David Perry Aaron Rock | Alberto Blanco Marcello Bravo Kristof Cale Christian Clay Raoul Costa Danny D Potro de Bilbao Charlie Dean Erik Everhard Tommy Gold Freddy Gong David Perry Jordi El Nino Polla Aaron Rock | Alberto Blanco Marcello Bravo Jimmy Bud Kristof Cale Xander Corvus Raoul Costa Danny D Charlie Dean Erik Everhard Angelo Godshack Tommy Gold Matthew Meier Jordi El Nino Polla Alex Romero |